# Geheimes Staatspolizeiamt Karlsruhe
Das Geheime Staatspolizeiamt Karlsruhe (Gestapa Karlsruhe) war die landespolizeiliche Einrichtung in Baden, die durch das Landeskriminalpolizeigesetz vom 22. August 1933 verkündet wurde. Das Geheime Staatspolizeiamt war anfangs als Bestandteil des Landeskriminalpolizeiamtes konzipiert, löste sich aber bald als eigenständiges Organ der Geheimen Staatspolizei (Gestapo) aus dieser institutionellen Umklammerung heraus.

## Begründung
Nachdem die Länder des Deutschen Reiches das Reichskriminalgesetz vom 21. Juli 1922 (RGBl. I, S. 593, 1922) abgelehnt hatten, regelte der badische Innenminister durch einen Erlass vom 2. Dezember 1922 die Errichtung eines badischen Landespolizeiamtes. Es war dienstlich dem badischen Innenminister unterstellt. Organisatorisch wurde die Zentrale des Landespolizeiamtes der Karlsruher Polizeidirektion zugeordnet. Diese Direktion wurde am 4. Februar 1932 in Polizeipräsidium Karlsruhe umbenannt.

## NS-Machtergreifung bei der Polizei in Baden
Am 8. März 1933 ernannte der Reichsinnenminister Wilhelm Frick Robert Wagner zum Reichskommissar für Baden. Einen Tag später ließ Wagner etwa 3000 Mann von SA- und SS-Einheiten vor dem badischen Innenministerium am Karlsruher Schlossplatz aufmarschieren. Der von Wagner neu ernannte Innenminister von Baden, Karl Pflaumer, wurde damit auch zum Personalreferenten für den badischen Polizei- und Sicherheitsdienst. Er leitete sofort eine Entlassungswelle bei der Führungsebene der Polizei in Karlsruhe ein. Hanns Ludin wurde zum provisorischen Polizeipräsidenten in Karlsruhe ernannt, der damit Karl Haußer (1880–1960) ablöste. Der Chef der Ordnungspolizei, Major Erich Blankenhorn wurde durch den Wagner-Günstling Major Franz Vaterrodt ersetzt.
Weiterhin verloren der Chef der Gendarmerie Rudolf Jung, der technische Leiter der Karlsruher Polizei Julius Krauth und der Leiter der Polizeischule Julius La Fontaine ihre Posten. Am 30. März setzte sich bei den Polizeioffizieren die Entlassungen fort, wobei die Begründung lautete, diese hätten nicht mehr die nötige Befähigung. Auf der Ebene der Kommissare und Wachtmeister wurden aber nur die entlassen, die sich aktiv gegen die Vertreter der NSDAP engagiert hatten. Die Mehrheit der Polizeibeamten wurde von der neuen NS-Führung im Polizeidienst belassen. Parallel zur politischen Säuberung der Führungsebene wurde die Polizei auf der Mannschafts- und Unterführerebene rasch durch neu eingestellte SA- und SS-Männer nazifiziert.

## Wirkungen der NS-Organisation
Mit der Verfügung Wagners vom 28. März wurden die ersten Veränderungen des organisatorischen Umbaus des Landespolizeiamtes wirksam. Die Ordnungspolizei wurde in Schutzpolizei umbenannt. Das Landespolizeiamt wurde zum Landeskriminalpolizeiamt. Aus Abteilung N, die neben anderen die Aufgabe einer polizeilichen Nachrichtensammelstelle hatte, entstand das Geheime Staatspolizeiamt. Am 18. April 1933 erließ Wagner eine landesherrliche Verordnung (Badisches Gesetz- und Verordnungsblatt 1933, S. 69 und 141), dass die badische Kriminalpolizei zum 1. August bzw. 1. September 1933 ihre seit dem 17. Juli 1879 bestehende organisatorische Sonderstellung verlieren würde.
Nach einigen Beratungen über die Organisation und Kompetenzen verkündigte das Staatsministerium das Gesetz über die Landeskriminalpolizei (Landeskriminalpolizeigesetz) vom 22. August 1933. Eine Verordnung über das Geheime Staatspolizeiamt vom 26. August 1933 regelte die nähere Organisation und die Bereiche der Zuständigkeit. Dabei stellte sich heraus, dass eine doppelte Benennung vorgesehen war, die sich aus der Bezeichnung Landeskriminalpolizeiamt – Geheimes Staatspolizeiamt ergab. Die Regelung nach § 1 dieser Verordnung sah vor, dass das Landeskriminalpolizeiamt als Geheimes Staatspolizeiamt Aufgaben der politischen Polizei in Baden wahrnehmen sollte. In § 2 wurden die A Aufgaben des Geheimen Staatspolizeiamtes festgelegt:
Für das gesamte badische Staatsgebiet sollte das Amt Aufgaben als Nachrichtensammelstelle der politischen Polizei ausführen. Diese Nachrichten sollten rasch und zuverlässig erfasst werden, soweit damit politische Vorgänge und Ereignisse für den Bestand des Staates und der Staatssicherheit betroffen waren oder die öffentliche Sicherheit und Ordnung gefährdet wurden. Insbesondere sollten staatsfeindliche oder staatsgefährdende Umtriebe erforscht und bekämpft werden. Darunter wurde aufgezählt:
- hochverräterische oder landesverräterische Bestrebungen
- Verrat oder Ausspähung militärischer Geheimnisse
- politische Gewalttaten
- Verbrechen und Vergehen gegen das Gesetz gegen den verbrecherischen und gemeingefährlichen Gebrauch von Sprengstoffen

Weiterhin wurde das Amt angewiesen, Verfolgungsmaßnahmen im Rahmen der Notverordnung des Reichspräsidenten vom 18. Februar 1933 durchzuführen, wie es die Verordnung des Reichspräsidenten zum Schutze des Deutschen Volkes und die Verordnung des Reichspräsidenten zum Schutz von Volk und Staat („Reichstagsbrandverordnung“) vorsahen. Damit ging das Amt der politischen Polizei über zu einem Instrument der NS-Diktatur, mit dem die verfassungsmäßigen Grundrechte der Bürger systematisch ausgeschaltet wurden.

## Abspaltung der Gestapo von der Kriminalpolizei
Diese Doppelnatur der neuen Institution zerbrach jedoch bald. Wagner hatte noch in einer Unterredung am 24. Juli 1933 mit dem badischen Justizminister eine solche Entwicklung noch beschwichtigend heruntergespielt, als er den Ex-Staatsanwalt und Amtsgerichtsrats Paul Werner zum Leiter des Landeskriminalpolizeiamtes ernannte. Aber schon am 1. Oktober wurde Karl Berckmüller zum Chef des Geheimen Staatspolizeiamtes (Gestapa) ernannt. Mit dieser Ernennung trat eine faktische Abkoppelung des Gestapa aus dem Fach- und Dienstbetrieb des Landeskriminalpolizeiamtes ein. Mit seinen neuen Kompetenzen setzte Berckmüller sich von der bisherigen Organisation ab. Ab April 1933 ordnete er an, die amtliche Bezeichnung z. B. auf Briefköpfen von Badisches Landeskriminalpolizeiamt – Geheimes Staatspolizeiamt in Geheimes Staatspolizeiamt zu ändern.
Die dienstliche Trennung von Kriminalpolizei und Gestapo trat dann auch ein, als aus räumlichen Gründen das Geheime Staatspolizeiamt aus den Räumen des Polizeipräsidiums am Marktplatz in Karlsruhe in die Gartenstraße 25 in die Villa Reiss umzog. Mit dem Beschluss des Staatsministeriums vom 10. Juli 1935 wurde Berckmüller nach dessen Interventionen auch die Dienstaufsicht und -gewalt über die Beamten und Angestellten der Gestapo Karlsruhe erteilt. Eine offizielle dienstrechtliche und verfahrensrechtliche Aufgliederung sollte er aber nach der Auffassung des badischen Innenministers nicht geben.
Diese Regelung hatte auch weitergehende Konsequenzen, wenn auch nicht auf allen verwaltungsrechtlichen Ebenen. So hatte das badische Innenministerium die Aufsicht über die KZ Kislau und KZ Ankenbuck. Eine Besonderheit aus dieser badischen Konstruktion ergab sich am 18. Dezember 1933, als der Reichsführer SS Heinrich Himmler in Karlsruhe eintraf. Wagner hatte ihn zu diesem Zeitpunkt zum Politischen Polizeikommandeur Badens ernannt.

## Außenstellen
Zum Zeitpunkt der Verordnung vom 26. August 1933 waren der Gestapo in Karlsruhe 14 Außenstellen untergeordnet. Diese besaßen aber organisatorisch immer noch eine Bindung zu den Landeskriminalpolizeistellen. Die endgültige Trennung auch dieser Organisationseinheiten trat erst ein, als die Polizei im ganzen NS-Regime zentral dienstrechtlich neu geordnet wurde. Die Außenstellen befanden sich in Heidelberg, Konstanz, Freiburg, Lörrach, Mosbach, Mannheim, Villingen, Waldshut, Pforzheim und Offenburg. Als weitere Vollzugsorgane wirkten die Bezirksämter von Rastatt, Kehl, Bruchsal und Lahr. Andere Organe existierten noch bei der Polizeidirektion von Baden-Baden.
Mit dem Erlass Himmlers vom 28. August 1936 wurden die Bezeichnungen der Dienststellen der politischen Polizei in den Ländern vereinheitlicht. Mit Wirkung vom 1. Oktober 1936 wurde das Geheime Staatspolizeiamt Karlsruhe in Staatspolizeileitstelle Karlsruhe umbenannt. Im Rahmen der finanziellen Verwaltung wurde die Gestapo in Baden zum 1. April 1937 dem Deutschen Reich zugeordnet.